# Tetsuo Sato
Tetsuo Satō (em japonês:  佐藤 哲夫; Soma, 12 de março de 1949 – 11 de junho de 2025) foi um jogador de voleibol do Japão que competiu nos Jogos Olímpicos de 1968, 1972 e 1976.

## Carreira
Em 1968, ele fez parte da equipe japonesa que conquistou a medalha de prata no torneio olímpico, no qual jogou em duas partidas. Quatro anos depois, ele ganhou a medalha de ouro com o time japonês na competição olímpica de 1972, participando de um jogo. Fez a sua última participação em Olimpíadas em 1976, jogando em cinco confrontos e o Japão finalizou na quarta colocação.

## Morte
Sato morreu no dia 11 de junho de 2025, aos 76 anos.